# 清水智士
清水 智士（しみず さとし、1988年3月16日 - ）は、茨城県出身のサッカー指導者。

## 来歴
2006年、つくばFCで指導者のキャリアをスタートさせた。筑波大学大学院を経て、2014年よりサガン鳥栖のテクニカルコーチに就任。
2015年、蔚山現代FCのテクニカルコーチに就任。

## 所属クラブ・学歴
- 茨城県立土浦第一高等学校
- 中京大学
- 筑波大学大学院

## 指導歴
- 2006年 - 茨城県立土浦第一高等学校サッカー部 コーチ
- 2009年 - 2010年 シルフィードFCスクール コーチ
- 2010年 - 2012年 西高岡FC コーチ
- 2011年 - 2012年 大同大学大同高等学校サッカー部 コーチ
- 2006年 - 2013年 つくばFC
  - 2006年 - 2013年 スクール コーチ
  - 2012年 - 2013年 ジュニアユース コーチ
- 2014年  サガン鳥栖 テクニカルコーチ
- 2015年 - 2016年  蔚山現代FC テクニカルコーチ
- 2017年  ベガルタ仙台 分析担当コーチ[5][6]
- 2018年 - 2020年 大同大学大同高等学校サッカー部 ヘッドコーチ兼強化育成長[7]
- 2021年 福山シティFC アカデミーダイレクター[8]
- 2022年 - ヴィッセル神戸アカデミー 最適化グループ[9]